# Бонобо (фільм, 2014)
«Бонобо» (англ. Bonobo) — британська комедійна кінодрама 2014 року режисера Меттью Гамметта Ноутта. В головних ролях — Тесса Пік-Джонс, Джозі Лоуренс і Джеймс Нортон.
Прем'єра фільму відбулася на кінофестивалі «Raindance», де він був номінований у категорії Найкращий британський повнометражний фільм.

## Сюжет

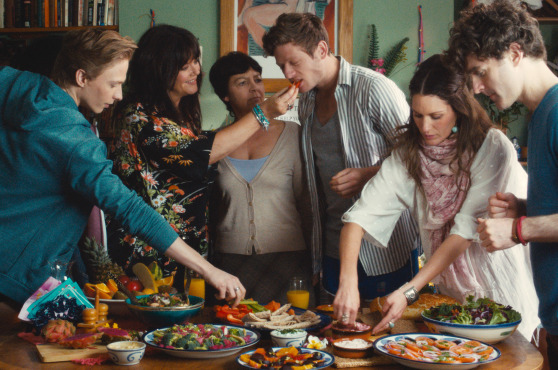
Члени комуни Bonobo House діляться трапезою

Джудіт, розлучена мати середнього віку, вражена рішенням її дочки Лілі піти з юридичного факультету та приєднатися до секти. Насправді група молодих людей створила комуну, засновану на способі життя шимпанзе Бонобо (Pan paniscus), в якому всі соціальні конфлікти вирішуються сексом.
Вирішивши врятувати Лілі, Джудіт з'являється в комуні, але Аніта, лідер їхньої групи, стверджує, що вона може вирішити конфлікт між матір'ю і дочкою, якщо Джудіт погодиться провести день в їх громаді і при цьому вести себе відповідно до їхніх принципів. Джудіт розкриває свої приховані бажання і дозволяє Лілі самостійно вирішувати своє майбутнє.

## У ролях
| Актор           | Роль     |
| --------------- | -------- |
| Тесса Пік-Джонс | Джудіт   |
| Джозі Лоуренс   | Аніта    |
| Джеймс Нортон   | Ральф    |
| Елеонора Вайлд  | Лілі     |
| Вілл Тюдор      | Тобі     |
| Орландо Сіл     | Малкольм |
| Керолін Піклз   | Селія    |
| Патрісія Поттер | Сандра   |
| Мілтон Лопес    | Пітер    |
| Гаррієт Кемслі  | Гелен    |

## Виробництво
Фільм був профінансований з приватних джерел. Зйомки відбулися у містечку Вімборн у Дорсеті.